# Bahnstrecke Charleville-Mézières–Hirson
| Stellwerk Hirson (Saxby) Nr. 3, ca. 1920. |                                                                       | | |
| |                                                                       | | |
| Streckennummer (SNCF): | 223 000 (221 000: Umleitung Tournes–Auvillers)                        | | |
| Kursbuchstrecke (SNCF): | 19 der Région Est                                                     | | |
| Streckenlänge: | 55 km                                                                 | | |
| Spurweite: | 1435 mm (Normalspur)                                                  | | |
| Maximale Neigung: | 15 ‰                                                                  | | |
| Streckengeschwindigkeit: | 40 km/h                                                               | | |
| Zweigleisigkeit: | zw. Charleville und Tournes (PK 151,3) sowie zw. Auvillers und Hirson | | |
| |                                                                       | | |
| \| \| \| Bahnstrecke Soissons–Givet von Givet \| \| \| \| 142,5 \| Charleville-Mézières \| 148 m \| \| \| \| \| \| \| \| 142,4 \| Bahnstrecke Soissons–Givet u. Bahnstrecke Mohon–Thionville über Mohon nach Soissons und nach Thionville \| Bahnstrecke Soissons–Givet u. Bahnstrecke Mohon–Thionville über Mohon nach Soissons und nach Thionville \| \| \| \| \| \| \| \| ~143,2 \| N 43 \| N 43 \| \| \| 147,1 \| Belval-Sury \| 151 m \| \| \| 148,2 \| Bassée \| Bassée \| \| \| 150,5 0,0 \| Tournes \| 153 m \| \| \| 151,3 \| Bahnstrecke Liart–Tournes nach Liart \| Bahnstrecke Liart–Tournes nach Liart \| \| \| \| Umleitungsstrecke (1884–1956) nach Auvillers \| \| \| \| 152,6 \| Streckenende \| Streckenende \| \| \| 154,3 \| Lonny-Renwez \| 182 m \| \| \| 159,7 \| N 43 \| N 43 \| \| \| 160,6 \| Rimogne \| 252 m \| \| \| 10,0 \| Laval-Morency \| 203 m \| \| \| 163,6 \| Le Tremblois \| 282 m \| \| \| 14,4 \| Blombay-Étalle \| 217 m \| \| \| 169,9 \| Maubert-Fontaine \| 297 m \| \| \| 20,0 \| N 43 \| N 43 \| \| \| 173,3 \| Ende Umleitung \| Ende Umleitung \| \| \| 173,4 \| Sormonne \| Sormonne \| \| \| 21,0 173,7 \| Auvillers \| 257 m \| \| \| 176,8 \| La Neuville-aux-Tourneurs \| 246 m \| \| \| 181,3 \| Signy-le-Petit \| 233 m \| \| \| 182,5 \| Bosneau \| Bosneau \| \| \| 183,5 \| Département Ardennes / Aisne \| Département Ardennes / Aisne \| \| \| 187,2 \| Any \| 208 m \| \| \| 194,7 \| Saint-Michel-Sougland \| 201 m \| \| \| 197,6 \| Streckenende \| Streckenende \| \| \| \| Bahnstrecke Fives–Hirson von/n. Lille-Flandres \| \| \| \| 198,0 \| Hirson \| 191 m \| \| \| \| Bahnstrecke Hirson–Amagne-Lucquy nach Liart und Amagne \| \| \| \| \| Bahnstrecke Busigny–Hirson nach Busigny \| \| \| \| \| Bahnstrecke La Plaine–Hirson nach Paris-Nord ü. La Plaine \| \| |                                                                       | | |
| |                                                                       | Bahnstrecke Soissons–Givet von Givet                                                                    | |
| Bahnhof | 142,5                                                                 | Charleville-Mézières                                                                                    | 148 m                                                                                                   |
| |                                                                       | | |
| Abzweig geradeaus, nach links und von links | 142,4                                                                 | Bahnstrecke Soissons–Givet u. Bahnstrecke Mohon–Thionville über Mohon nach Soissons und nach Thionville | Bahnstrecke Soissons–Givet u. Bahnstrecke Mohon–Thionville über Mohon nach Soissons und nach Thionville |
| |                                                                       | | |
| Strecke mit Straßenbrücke | ~143,2                                                                | N 43 | N 43 |
| ehemaliger Haltepunkt / Haltestelle | 147,1                                                                 | Belval-Sury                                                                                             | 151 m                                                                                                   |
| Brücke über Wasserlauf | 148,2                                                                 | Bassée                                                                                                  | Bassée                                                                                                  |
| Dienststation / Betriebs- oder Güterbahnhof | 150,5 0,0                                                             | Tournes                                                                                                 | 153 m                                                                                                   |
| Abzweig ehemals geradeaus und nach links | 151,3                                                                 | Bahnstrecke Liart–Tournes nach Liart                                                                    | Bahnstrecke Liart–Tournes nach Liart                                                                    |
| Verschwenkung von links (Strecke außer Betrieb) · Verschwenkung von rechts (Strecke außer Betrieb) |                                                                       | Umleitungsstrecke (1884–1956) nach Auvillers                                                            | Umleitungsstrecke (1884–1956) nach Auvillers                                                            |
| Strecke (außer Betrieb) | 152,6                                                                 | Streckenende                                                                                            | Streckenende                                                                                            |
| Bahnhof (Strecke außer Betrieb) · Strecke (außer Betrieb) | 154,3                                                                 | Lonny-Renwez                                                                                            | 182 m                                                                                                   |
| Bahnübergang (Strecke außer Betrieb) · Strecke (außer Betrieb) | 159,7                                                                 | N 43 | N 43 |
| Bahnhof (Strecke außer Betrieb) · Strecke (außer Betrieb) | 160,6                                                                 | Rimogne                                                                                                 | 252 m                                                                                                   |
| Strecke (außer Betrieb) · Bahnhof (Strecke außer Betrieb) | 10,0                                                                  | Laval-Morency                                                                                           | 203 m                                                                                                   |
| Bahnhof (Strecke außer Betrieb) · Strecke (außer Betrieb) | 163,6                                                                 | Le Tremblois                                                                                            | 282 m                                                                                                   |
| Strecke (außer Betrieb) · Haltepunkt / Haltestelle (Strecke außer Betrieb) | 14,4                                                                  | Blombay-Étalle                                                                                          | 217 m                                                                                                   |
| Bahnhof (Strecke außer Betrieb) · Strecke (außer Betrieb) | 169,9                                                                 | Maubert-Fontaine                                                                                        | 297 m                                                                                                   |
| Strecke (außer Betrieb) · Bahnübergang (Strecke außer Betrieb) | 20,0                                                                  | N 43 | N 43 |
| Verschwenkung nach links (Strecke außer Betrieb) · Verschwenkung nach rechts (Strecke außer Betrieb) | 173,3                                                                 | Ende Umleitung                                                                                          | Ende Umleitung                                                                                          |
| Brücke über Wasserlauf (Strecke außer Betrieb) | 173,4                                                                 | Sormonne                                                                                                | Sormonne                                                                                                |
| Bahnhof (Strecke außer Betrieb) | 21,0 173,7                                                            | Auvillers                                                                                               | 257 m                                                                                                   |
| Haltepunkt / Haltestelle (Strecke außer Betrieb) | 176,8                                                                 | La Neuville-aux-Tourneurs                                                                               | 246 m                                                                                                   |
| Bahnhof (Strecke außer Betrieb) | 181,3                                                                 | Signy-le-Petit                                                                                          | 233 m                                                                                                   |
| Brücke über Wasserlauf (Strecke außer Betrieb) | 182,5                                                                 | Bosneau                                                                                                 | Bosneau                                                                                                 |
| Grenze (Strecke außer Betrieb) | 183,5                                                                 | Département Ardennes / Aisne                                                                            | Département Ardennes / Aisne                                                                            |
| Bahnhof (Strecke außer Betrieb) | 187,2                                                                 | Any | 208 m                                                                                                   |
| Bahnhof (Strecke außer Betrieb) | 194,7                                                                 | Saint-Michel-Sougland                                                                                   | 201 m                                                                                                   |
| | 197,6                                                                 | Streckenende                                                                                            | Streckenende                                                                                            |
| Abzweig ehemals geradeaus, ehemals nach rechts und von rechts |                                                                       | Bahnstrecke Fives–Hirson von/n. Lille-Flandres                                                          | Bahnstrecke Fives–Hirson von/n. Lille-Flandres                                                          |
| Bahnhof | 198,0                                                                 | Hirson                                                                                                  | 191 m                                                                                                   |
| Abzweig geradeaus und nach links |                                                                       | Bahnstrecke Hirson–Amagne-Lucquy nach Liart und Amagne                                                  | Bahnstrecke Hirson–Amagne-Lucquy nach Liart und Amagne                                                  |
| Abzweig geradeaus und ehemals nach rechts |                                                                       | Bahnstrecke Busigny–Hirson nach Busigny                                                                 | Bahnstrecke Busigny–Hirson nach Busigny                                                                 |
| |                                                                       | Bahnstrecke La Plaine–Hirson nach Paris-Nord ü. La Plaine                                               | |

Die Bahnstrecke Charleville-Mézières–Hirson war eine 55 Kilometer lange Hauptbahn in den Regionen Champagne-Ardenne und Picardie, die 1869 in Betrieb genommen wurde. Sie ist damit die älteste Bahnverbindung zwischen der Arrondissement-Hauptstadt Charleville-Mézières und der Kantonshauptstadt Hirson. Der Abschnitt Tournes–Hirson wurde 1964–1992 nach und nach stillgelegt, beginnend mit einer 1884 eröffneten Nebenstrecke zwischen Tournes und Auvillers.

## Geschichte
Die Konzession zum Bau der Strecke wurde am 6. Juli 1862 erteilt, ein zweites Gleis am 18. September 1882, nachdem am 24. Juli 1858 von den Chemins de fer de l’Est ein entsprechendes Gesuch gestellt worden war. Die Eröffnung der ersten Teilstrecke Charleville-Mézières–Signy-le-Petit fand am 15. Mai 1869 statt. Es folgte der Abschnitt bis Hirson ein halbes Jahr später am 8. November 1869. Die Fertigstellung und Inbetriebnahme der gesamten Strecke erfolgte im Sommer 1876.
Obwohl die Topografie sehr eben ist und somit keine besonderen Ansprüche an Kunstbauwerke für die Eisenbahnstrecke stellen dürfte, gab es beim Bau doch erhebliche Herausforderungen ob des Geländes. Das Geländeprofil besitzt stellenweise wenig Festigkeit, das immer wieder zu Veränderungen der Gleislage führte. Zwischen Tournes und Auvillers-les-Forges baute man daher eine zweite Trasse (Strecke 221 000), die ab 1884 zum Einsatz kam. Ab 1906 gab es zwischen Tournes und Hirson etwas weiter südlich eine neue, 24 km lange Bahntrasse (Strecke 222 000), die zudem den Vorteil hatte, dass Züge, die weiter entlang der französisch-belgischen Grenze in Richtung Lille fuhren, nicht in Hirson kopfmachen mussten, weil die Gleiszuführung in den Bahnhof jetzt von Südosten und nicht mehr von Nordosten kam. Die Bahnstrecke Charleville–Hirson verlor danach an Bedeutung.
Die Einstellung des Personenverkehrs erfolgte im Abschnitt Tournes–Hirson am 28. April 1952, nachdem bereits am 15. März 1933 die Umleitungsstrecke für den Personenverkehr geschlossen worden war. Güterzüge waren zuletzt ab 1. Juni 1989 nicht mehr zugelassen. Im Sommer 1954 wurde der Abschnitt Charleville–Tournes mit 25 KV – 50 Hz elektrifiziert.